# Сахарный тростник
Са́харный тростни́к культиви́руемый, или Сахарный тростник благородный (лат. Sáccharum officinárum) — вид рода Сахарный тростник (Saccharum) семейства Злаки. Используется человеком наряду с сахарной свёклой для получения сахара.

## Распространение и среда обитания
Сахарный тростник культивируемый — многолетнее травянистое растение, разводимое во многочисленных разновидностях в тропиках, от 35° с. ш. до 30° ю. ш., а в Южной Америке поднимающееся в горы на высоту произрастания до 3000 метров от уровня моря.
Сахарный тростник культивируемый происходит, наиболее вероятно, из Новой Гвинеи. Этот тростник может произрастать только в тропических регионах с подходящим климатом и почвой.

## Ботаническое описание

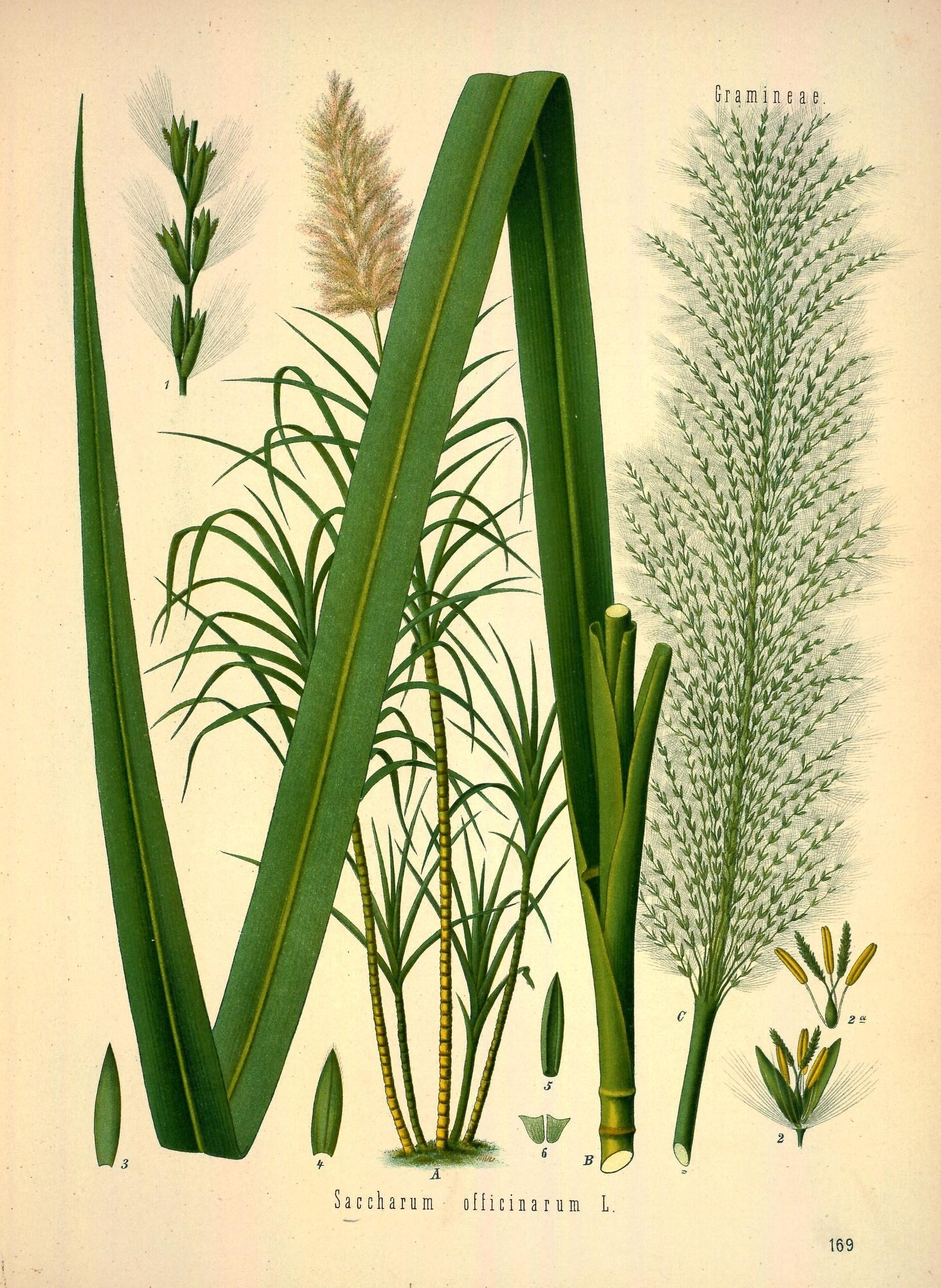

Многолетнее быстрорастущее растение с корневищем высотой до 4—6 м.
Корневище короткочленистое, сильно укореняющееся.
Стебли многочисленные, плотные, цилиндрические, полые, узловатые, зелёные, жёлтые, фиолетовые. Поперечник стебля до 5 см.
Листья крупные, широкие (от 60 см до 1,5 м длины и 4—5 см ширины), напоминающие листья кукурузы.
Стебель заканчивается соцветием — пирамидальной метёлкой 30—60 см длины; колосья мелкие, одноцветные, собранные попарно и снизу опушённые волосками.

## История окультуривания

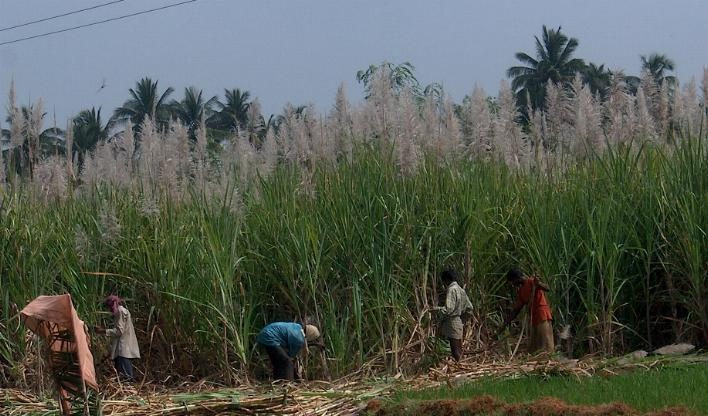
Уборка сахарного тростника

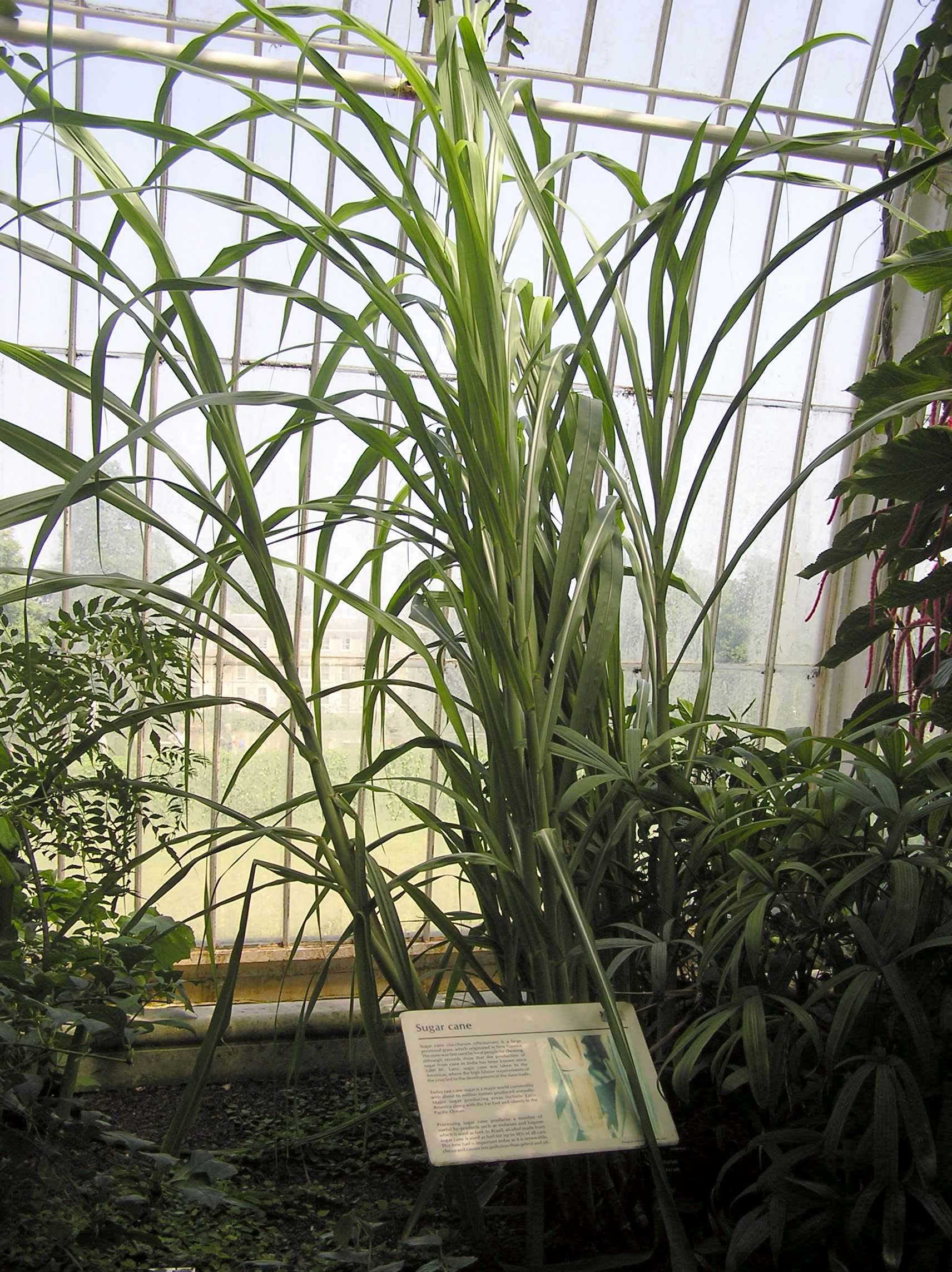
Сахарный тростник вида Saccharum officinarum в Королевских ботанических садах в Кью, Лондон

Культура сахарного тростника возникла в глубокой древности. Сахар, добываемый из сахарного тростника, на санскрите звучит как «саркура», на арабском называется «сухар», на персидском — «шакар». Сахар упоминается у древних европейских писателей под именем «saccharum» (у Плиния), но ещё как весьма редкое и дорогое вещество, идущее лишь на лекарство. Китайцы научились рафинировать сахар уже в VIII веке, а арабские писатели IX века упоминают о сахарном тростнике как о растении, которое выращивали на берегу Персидского залива. В XII веке арабы перевезли его в Египет, Сицилию и на Мальту. В середине XV века сахарный тростник появился на Мадейре и на Канарских островах. В 1493 году из Европы сахарный тростник был перевезён в Америку, на Антильские острова, и на острове Сан-Доминго его стали выращивать в больших объёмах, так как к этому времени употребление сахара сильно возросло. Затем в начале XVI века сахарный тростник появился в Бразилии, в 1520 году в Мексике, в 1600 году — в Гвиане, в 1650-м — на острове Мартиника, в 1750-м — на острове Маврикий и т. д. В Европе возделывание сахарного тростника не получило распространения, потому что привозимый из тропиков сахар обходился дешевле. После открытия способа получения сахара из специально выведенной сахарной свёклы, выращивание сахарного тростника в Европе было прекращено.
Основные современные плантации сахарного тростника находятся в Юго-Восточной Азии (Индия, Индонезия, Филиппины), на Кубе, в Бразилии и Аргентине.

## Биология культуры
Разводится сахарный тростник черенками.
Культивация сахарного тростника требует тропического или субтропического климата, при минимум 600 мм годовых осадков. Сахарный тростник — одно из наиболее эффективно использующих фотосинтез растений, способно конвертировать более 2 % солнечной энергии в биомассу. В регионах, где тростник является приоритетной культурой, таких как Гавайи, урожай составляет до 20 кг с квадратного метра.

## Способ добывания сахара из сахарного тростника

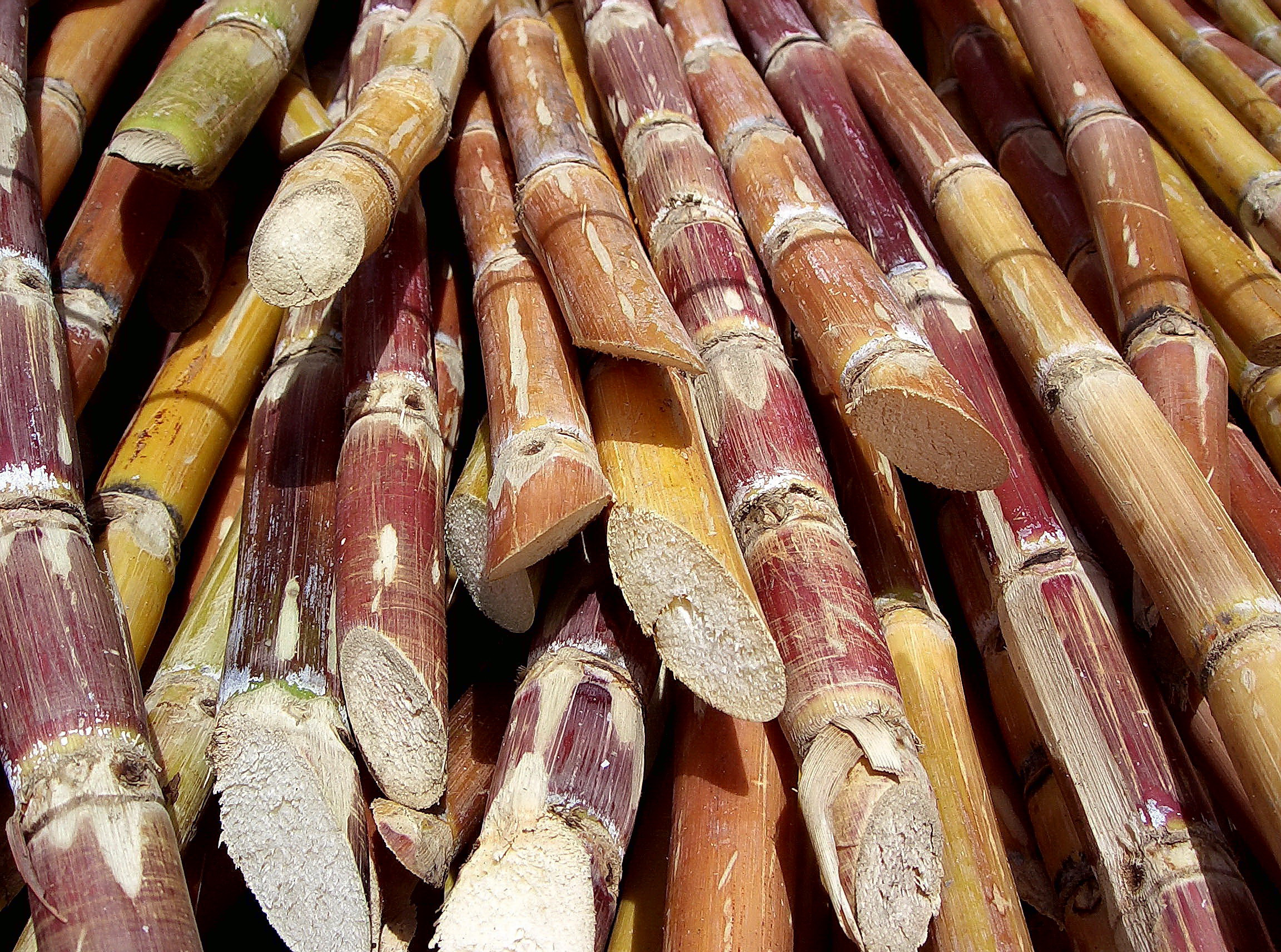
Срезанные стебли сахарного тростника

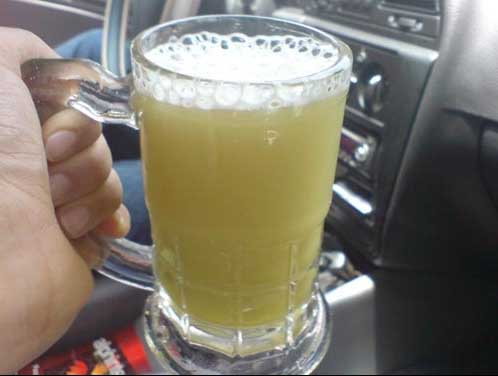
Сок сахарного тростника

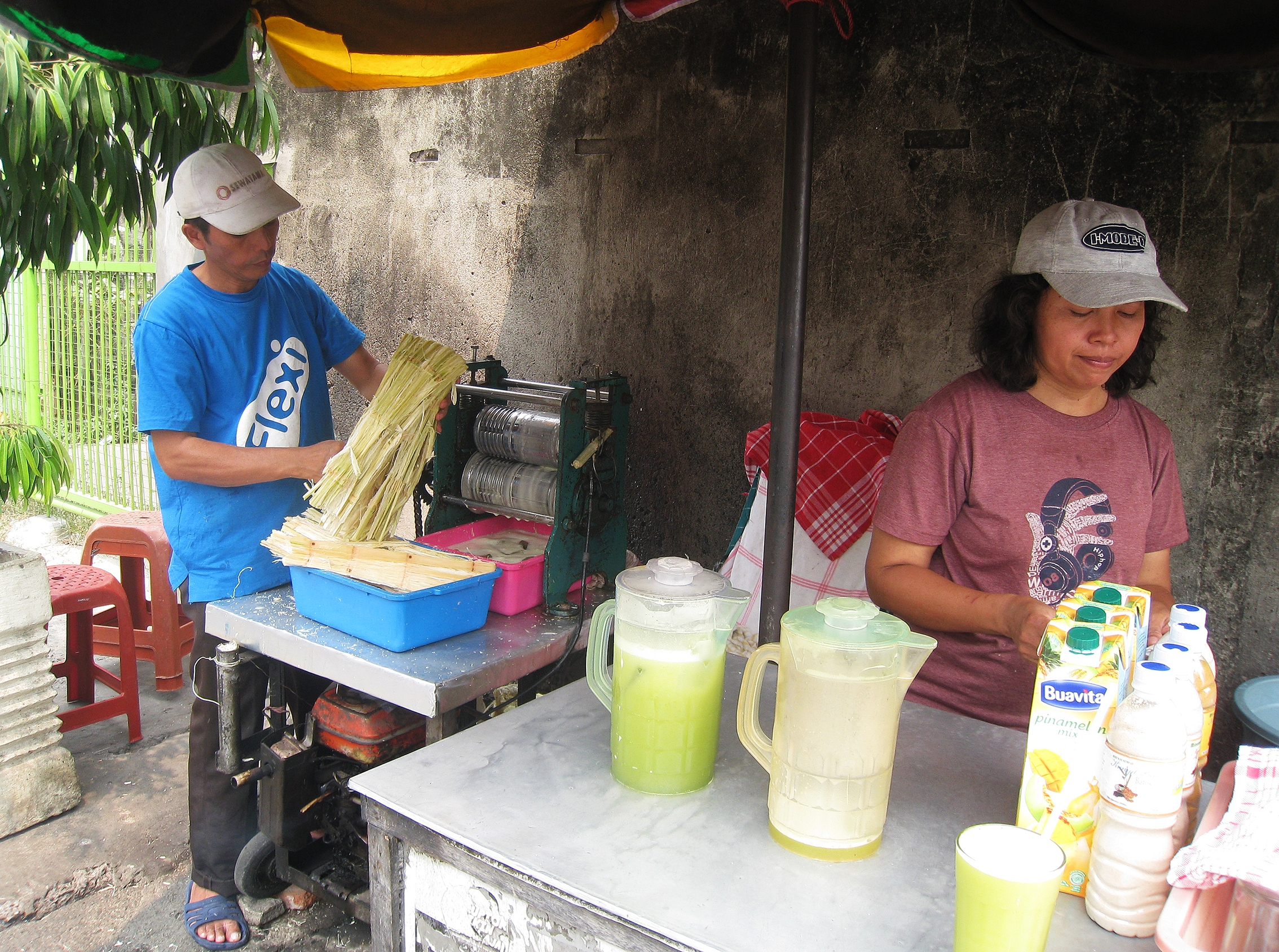
Выжимание и продажа сока в Индонезии

Для добывания сахара срезают стебли до их цветения; в стебле находится до 8—12 % клетчатки, 18—21 % сахара и 67—73 % воды, солей и белковых веществ. Срезанные стебли раздавливают железными валами и отжимают сок. В соке содержится до 0,03 % белковых веществ, 0,1 % зернистых веществ (крахмала), 0,22 % азотосодержащей слизи, 0,29 % солей (большей частью органических кислот), 18,36 % сахара, 81 % воды и очень небольшое количество ароматических веществ, придающих сырому соку своеобразный запах. К сырому соку прибавляют свежегашёной извести для отделения белков и нагревают до 70 °C, затем фильтруют и выпаривают до кристаллизации сахара.

## Выращивание
Kультурa сосредоточенa в тропической и субтропической климатической зоне между 30° северной и южной широты. Вегетационный период составляет от 12 до 16 месяцев. Для выращивания сахарного тростника необходимы осадки в пределах 1200—1600 мм / год, высокие температуры выше 20 °C, плодородная почва и интенсивное удобрение. Вид растет на различных почвах — от умеренно кислых до умеренно щелочных, при условии, что они хорошо дренированы, рыхлые, глубокие и сохраняют влагу. Растению требуется почва, богатая гумусом и питательными веществами. Долгий сезон дождей обеспечивает 7—10 месяцев роста растений, короткий сухой период — увеличение содержания сахара, облегчает доступ к полям, а также снижает потери, возникающие при срезании тростника при высокой влажности.
Вместе с кукурузой, различными видами проса и некоторыми другими полезными растениями сахарный тростник является разновидностью так называемой тропической высокоурожайной культуры. С помощью специальной физиологической уловки эти растения могут связывать значительно больше углекислого газа из атмосферы в процессе фотосинтеза в единицу времени, чем другие зеленые растения. Они содержат ферментативную систему, которая работает аналогично насосу с диоксидом углерода и обеспечивает значительный выход продукции при относительно низком потреблении воды. Однако этот дополнительный механизм в большинстве случаев связан с довольно высокими температурами, и поэтому полезные растения с типом метаболизма, сходным с сахарным тростником, культивируются только в теплых регионах Земли.
Большинство культурных растений запасают от ~0,25 % до 0,5 % энергии солнечного света в виде биомассы (кукурузные зерна, картофельный крахмал и др.). Исключением является только сахарный тростник, который способен запасать до 8 % солнечной энергии.
Ниже приведена эффективность перевода энергии солнечного света в биомассу:
| Растение                 | Эффективность    |
| ------------------------ | ---------------- |
| Растения, типичные       | 0,1 % 0,2—2 %    |
| Типичный урожай растений | 1—2 %            |
| Сахарный тростник        | 7—8 % (максимум) |

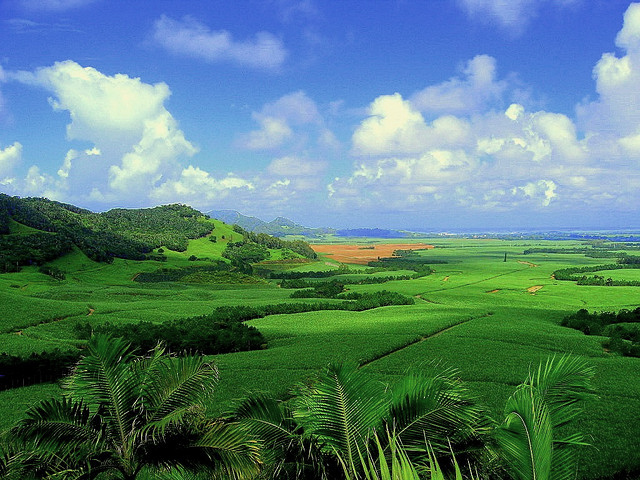
Плантация сахарного тростника в Маврикии

Наилучшая температура для роста сахарного тростника составляет 30 °C. При 20 °C его рост сильно замедляется и останавливается ниже 15 °C. После сбора урожая корни и части стеблей остаются в почве, из которых растут новые растения. Из хорошего урожая можно получать от 100 до 150 тонн тростника на гектар в год (с 14 % до 17 % сахарозы, с 14 % до 16 % клетчатки и 2 % других растворимых продуктов). В больших объёмах сахарный тростник чаще всего культивируется в районах с небольшим разнообразием рельефа — это способствует механизации возделывания и транспортировки. Чтобы получить максимальный урожай сахара, тростник должен быть доставлен на сахарный завод как можно скорее и обработан.

### Азотофиксация
Некоторые сорта сахарного тростника способны связывать атмосферный азот бактерией Gluconacetobacter diazotrophicus. В отличие от бобовых и других азотфиксирующих растений, которые образуют корневые клубеньки в почве в сочетании с бактериями, G. diazotrophicus обитает в межклеточных пространствах стебля сахарного тростника. Покрытие семян бактериями — это недавно разработанная технология, которая может позволить каждому виду культур фиксировать азот для собственного использования.

## Производство

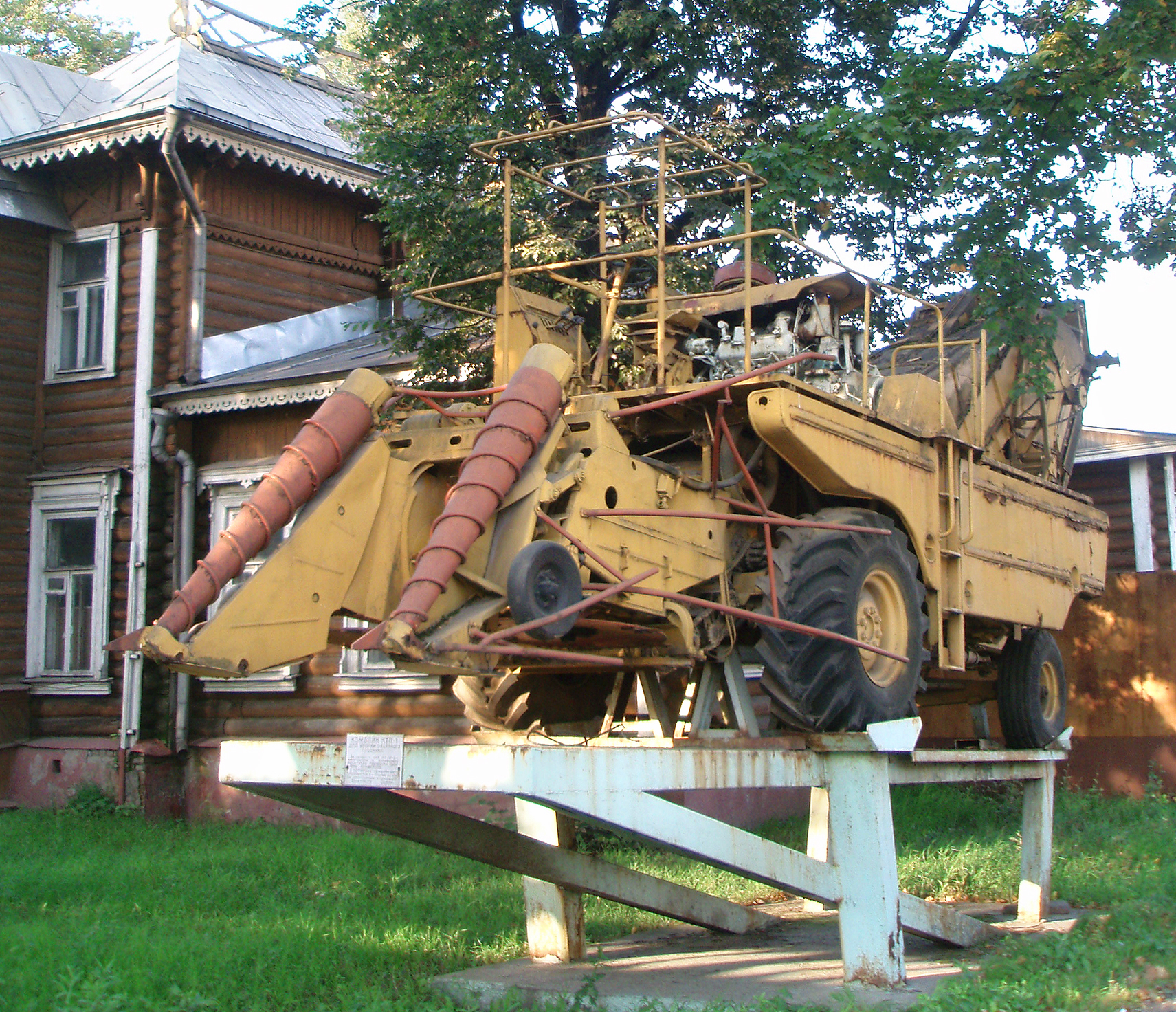
Комбайн КТП-1 для механизированной уборки сахарного тростника, разработанный на Люберецком заводе сельскохозяйственного машиностроения им. А. В. Ухтомского во второй половине 1970-х годов для работы на Кубе и впоследствии выпускавшийся по лицензии в городе Ольгин

Сок сахарного тростника можно отведать на улицах Куала-Лумпура

Из сахарного тростника получают до 65 % мирового производства сахара. Он является одной из основных экспортных статей многих стран.
До 1980 года лидером по производству сахарного тростника являлась Индия, с 1980 года — Бразилия. До 1992 года третье место устойчиво занимала Куба; с начала 1990-х производство резко упало в связи с прекращением существования СССР.
Ведущие страны-производители сахарного тростника (тысячи тонн) (FAO):
| Страна    | 2011      | 2022    |
| --------- | --------- | ------- |
| Бразилия  | 734 000   | 724 428 |
| Индия     | 342 382   | 439 425 |
| КНР       | 115 124   | 103 381 |
| Таиланд   | 95 950    | 92 096  |
| Пакистан  | 55 309    | 87 981  |
| Мексика   | 49 735    | 55 279  |
| Колумбия  | 22 728    | 35 041  |
| Индонезия | 14 000    | 32 400  |
| США       | 26 656    | 31 457  |
| Австралия | 25 182    | 28 669  |
| Гватемала | 18 952    | 26 080  |
| Филиппины | 34 000    | 23 455  |
| ЮАР       | 16 800    | 17 991  |
| Аргентина | 25 000    | 16 583  |
| Египет    | 15 765    | 15 977  |
| Мьянма    |           | 11 507  |
| Вьетнам   | 17 465    | 11 083  |
| Куба      | 15 800    | 10 634  |
| Боливия   |           | 9 659   |
| Перу      | 9885      | 9 584   |
| Кения     |           | 8 708   |
| Иран      |           | 8 000   |
| Весь мир  | 1 794 359 |         |